# جيمي هارتفيغ
جيمي هارتفيغ (بالألمانية: Jimmy Hartwig)‏ (5 أكتوبر 1954 بأوفنباخ أم ماين في ألمانيا - ) هو مقدم تلفزيوني ومدرب كرة قدم ولاعب كرة قدم ألماني في مركز الدفاع، شارك في Ich bin ein Star – Holt mich hier raus! ‏. وشارك مع منتخب ألمانيا الأولمبي لكرة القدم ومنتخب ألمانيا لكرة القدم. أما مع النوادي، فقد لعب مع كيكرز أوفنباخ وميونخ 1860 ونادي أوسنابروك ونادي ريد بل سالزبورغ ونادي كولن ونادي هامبورغ ونادي هامبورغ 08.

## مسيرته الكروية
لعب جيمي هارتفيغ خلال مسيرته الاحترافية مع 6 أندية في سبعة عشر موسمًا وسجل خلالها 91 هدفًا ضمن 360 مباراة. ولم يفز بأي موسم بالكأس وفاز في ثلاثة مواسم بالدوري.
خاض جيمي هارتفيغ مسيرته مع نادي أوسنابروك في موسم 1973–74 لمدة موسم واحد، مشاركًا في 29 مباراة سجل خلالها 8 أهداف. ثم انتقل إلى نادي ميونخ 1860 في موسم 1974–75 ليلعب معه أربعة مواسم، حيث شارك في 121 مباراة سجل خلالها 26 هدفًا. لينتقل بعدها إلى نادي هامبورغ في موسم 1978–79 ليلعب معه ستة مواسم، مشاركًا في 182 مباراة سجل خلالها 52 هدفًا. ثم انتقل إلى نادي كولن في موسم 1984–85 ولمدة موسمين، مشاركًا في 24 مباراة سجل خلالها 5 أهداف. هذا وانتقل لاحقًا إلى نادي أوستريا سالزبورغ في موسم 1985–86 ولمدة موسمين، لم يشارك في أي مباراة ولم يسجل أي هدف. ثم انتقل بعدها إلى نادي هامبورغ 08 في موسم 1986–87 ولمدة موسمين، مشاركًا في 4 مباريات ولم يسجل أي هدف أيضًا.

## وصلات خارجية
- جيمي هارتفيغ على موقع IMDb (الإنجليزية)
- جيمي هارتفيغ على موقع ديسكوغز (الإنجليزية)

- جيمي هارتفيغ على موقع الاتحاد الأوربي (الإنجليزية)
- جيمي هارتفيغ على موقع قاعدة بيانات كرة القدم.إي يو (الإنجليزية)
- جيمي هارتفيغ على موقع بيانات كرة القدم. دي إي (الألمانية)
- جيمي هارتفيغ على موقع ناشيونال فوتبول تيمز (الإنجليزية)
- جيمي هارتفيغ على موقع عالم كرة القدم.نت (الإنجليزية)